# Reece Prescod
Reece Prescod, född 29 februari 1996, är en brittisk friidrottare som tävlar i kortdistanslöpning.

## Karriär
Prescod tog silver på 100 meter vid europamästerskapen i friidrott 2018. Han ingick i det brittiska laget som tog brons på 4x100 meter vid världsmästerskapen i friidrott 2022.